# Reattività crociata
Con reattività crociata (spesso erroneamente chiamata con l'anglicismo cross-reactivity), ci si riferisce in ambito immunologico a un fenomeno che si manifesta clinicamente con l'associazione di 2 o più allergie, definite “allergie crociate”.
Le reazioni crociate avvengono quando gli anticorpi di uno specifico allergene riconoscono e inducono reazioni immunitarie di tipo allergico a fronte di un allergene proveniente da un'altra specie.
La reattività crociata si manifesta anche con vie d'esposizione diverse. Sono rilevanti e comuni le allergie crociate tra allergeni inalati (pollini) e ingeriti (cibi) o tra quelli a contatto cutaneo (lattice, gomma naturale). Negli adulti, fino all'80% di tutti i casi di allergia alimentare sono preceduti da sensibilizzazione (clinica o subclinica) ad allergeni respiratori.
Incidenza e gravità delle reazioni crociate variano sensibilmente in diverse aree geografiche.
La reazione allergica crociata dipende oltre che dall'allergene, dalla sua quantità e dal grado di sensibilizzazione che varia da soggetto a soggetto.
Non tutte le reattività crociate identificate in vitro sono clinicamente significative ed anche se le reattività crociate clinicamente significative sono per lo più mediate da anticorpi IgE, possono essere coinvolti anche linfociti T.

## Allergeni omologhi
Vengono definiti omologhi gli allergeni in cui la somiglianza delle sequenze di amminoacidi deriverebbe da un'origine comune.
Le linee guida per predire e valutare l'allergenicità di alimenti OGM redatte dall’Organizzazione mondiale della sanità specificano che una proteina può essere ritenuta cross-reattiva con un allergene, se proteina ed allergene condividono almeno il 35% della sequenza amminoacidica all'interno di una frazione di 80 amminoacidi, o se hanno frazioni oligopeptidiche, 6-8 amminoacidi, perfettamente identiche.
Questa posizione non è condivisa da chi associa la reattività crociata ad una somiglianza per almeno il 60% della sequenza oltre ad una somiglianza conformazionale, cioè nella struttura tridimensionale della proteina.
La cross-reattività può avvenire per allergeni di specie filogeneticamente vicine o filogeneticamente lontane.
Chi ha reazioni allergiche alle albicocche, può averle anche alle pesche; entrambi i frutti provengono da rosaceae.
Chi ha reazioni allergiche agli acari della polvere può averle anche ai gamberetti.
Le reazioni crociate possono essere simmetriche o asimmetriche, come ad esempio quando l'allergene Bet v 1 del polline di betulla inibisce completamente l'interazione delle immunoglobuline con l'allergene Mal d 1 della mela; ma quest'ultimo inibisce solo parzialmente le interazioni del Bet v 1.
La reazione allergica ad allergeni omologhi può manifestarsi con segni e gravità differenti.
La probabilità di reazioni crociate è minore se gli allergeni non sono omologhi e se pur essendo omologhi provengono da specie filogeneticamente distanti.

## Panallergeni

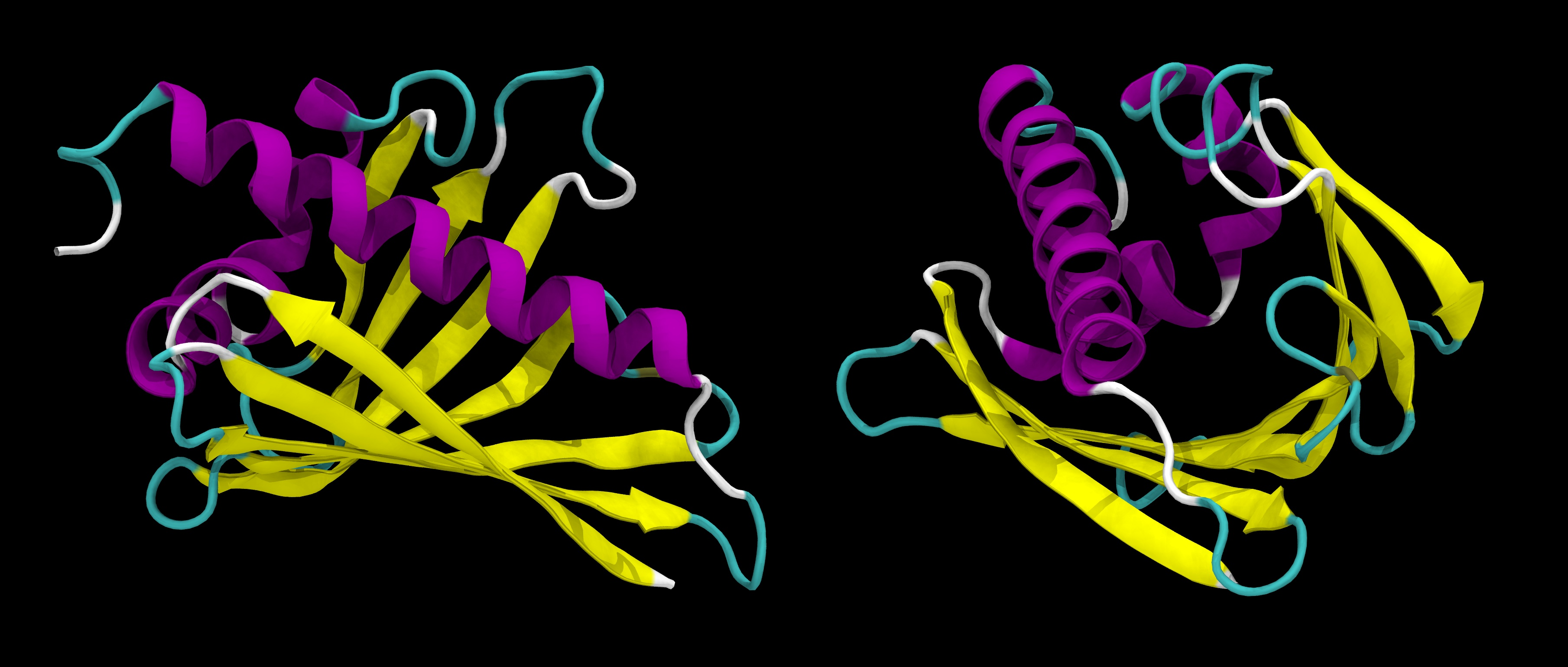
L'allergene "Bet v 1" del polline di betulla, i suoi omologhi negli alimenti sono responsabili della cross-reattività Pollini-Frutta

L'esistenza di panallergeni, proteine pressoché immutate nel corso dell'evoluzione
spiegherebbe la presenza di allergie crociate tra specie filogeneticamente lontane.
I principali gruppi di proteine responsabili di reattività crociata sono:
- Proteine patogenesi relative, PR-10 (Bet v 1 omologhe) o "di difesa", proteine la cui sintesi è indotta nei vegetali da stimoli esogeni, quali i patogeni o diversi stress ambientali;
- Proteine non specifiche di trasferimento dei lipidi (nsLTPs);
- Profiline;
- Proteine di accumulo (dette anche “di stoccaggio”, o “di riserva”) dei semi, ;
- Determinanti Carboidratici Cross-reattivi (CCD).

La reattività crociata e/o il cross-riconoscimento di sequenze lineari o di strutture conformazionali, dovuti alla presenza di proteine omologhe in molte fonti diverse, rappresentano un alto rischio di esposizione inaspettata ad allergeni anche occulti.

## Principali reattività crociate
| Principali reattività crociate Sottolineati gli allergeni non alimentari | Principali reattività crociate Sottolineati gli allergeni non alimentari                       |
| ------------------------------------------------------------------------ | ---------------------------------------------------------------------------------------------- |
| Mela                                                                     | patata, carota, polline di betulla.                                                            |
| Carota                                                                   | sedano, anice, mela, patata, segale, frumento, ananas, avocado, polline di betulla.            |
| Pollini di artemisia o ambrosia                                          | carota, sedano, anice, lattice                                                                 |
| Sedano                                                                   | polline di betulla, carota, cetriolo, melone, lattice.                                         |
| Grano                                                                    | segale, orzo, avena, granoturco, riso, pollini di graminacee.                                  |
| Merluzzo                                                                 | anguilla, sgombro, salmone, trota, tonno.                                                      |
| Latte vaccino                                                            | latte d'asina, latte di capra.                                                                 |
| Aglio                                                                    | cipolla, asparago.                                                                             |
| Piselli                                                                  | lenticchie, liquirizia, semi di soia, fagioli bianchi, arachide, finocchio.                    |
| Pesca                                                                    | albicocca, prugna, banana.                                                                     |
| Nocciole                                                                 | arachide, noce, noce pecan.                                                                    |
| Riso                                                                     | cereali, granoturco, polline di segale.                                                        |
| Gamberetto                                                               | granchio comune, aragosta, calamaro, gambero, acaro della polvere e della farina, scarafaggio. |
| Lattice, caucciù                                                         | Ficus benjamina, peperone, banana, ananas, papaia, patata, kiwi.                               |
| Pelo/corneociti epidermici di gatto                                      | pelo/epidermide di cane, carne di maiale.                                                      |
| Uovo di gallina                                                          | uova e carne di uccello, piume/penne di uccello.                                               |